# Sphagnum denticulatum
Sphagnum denticulatum — вид мохів порядку торфовикальних (Sphagnales).

## Поширення
Батьківщиною є Європа, Макаронезія, Північна Америка, Південна Америка, Азія.